# Izak
Izak (hebrejski Yichaq: neka se Bog smješka) je osobno ime biblijskog podrijetla. Često je kod Židova, i muslimana. U Hrvatskoj nije često, a postoji i stariji oblik Isak. U hrvatski jezik došlo je preko grčkog i latinskog oblika. Inačice i nadimci na hrvatskome mogu biti: Ica, Ice, Icek, Icina, Icka, Icko, Ico, Isa, Iso, Iza, Izo, Isko, Ican, Saja, Sajo, Sajka, Sajko.

### Ostali jezici (izbor)
- Grčki: Isaákh
- Latinski: Isaac
- Turski: Ishak